# Dálnice A21 (Německo)
Dálnice A21, německy Bundesautobahn 21 (zkratka BAB 21), zkráceně Autobahn 21 (zkratka A21), je dálnice na severu Německa. Měří 41 km.
Dálnice začíná na křižovatce s A1 u města Bargteheide. To je zhruba na půlce cesty mezi Bad Segebergem a Kielem. Prodloužení dálnice na sever od Kielu a prodloužení na jih k dálnici A250 je v plánu. A21 se v budoucnu bude křížit s prodlouženou A20 nedaleko Bad Segebergu.